# بومیپول آدولیاده
بومیپول آدولیاده((به تایلندی: ภูมิพลอดุลยเดช)،تلفظ pʰu:.mí.pʰon ʔa.dun.ja.dè:t ()) (زاده ۵ دسامبر ۱۹۲۷ در کمبریج ایالت ماساچوست آمریکا - درگذشته ۱۳ اکتبر ۲۰۱۶ در بانکوک تایلند)، نهمین پادشاه تایلند از دودمان چاکری بود. وی بیشترین طول سلطنت را در میان پادشاهان کنونی جهان داشت. از او به عنوان چهره‌ای یاد می‌شود که علی‌رغم وقوع چندین کودتای نظامی در دوران سلطنتش، نقشی مهم در ثبات این کشور داشت. آدولیاده تنها پادشاهی است که تاکنون در ایالات متحده آمریکا متولد شده‌است. 
پس از وی، پسرش ماها واجیرالونگکورن به سلطنت رسید.

## پیش از پادشاهی
بومیپول آدولیادی در پنج دسامبر سال ۱۹۲۷ در کمبریج ماساچوست به دنیا آمد. زیرا پدرش، شاهزاده ماهیدول آدولیاده زمانی که او به دنیا آمد در دانشگاه هاروارد مشغول به تحصیل بود. پس از فارغ‌التحصیلی پدرش به تایلند بازگشتند و زمانی که تنها دو سال داشت پدرش درگذشت. پس از مرگ پدر، مادرش او را برای تحصیل به سوئیس برد. آدولیادی در آنجا به عنوان مردی جوان، سرگرمی‌های نظیر عکاسی، ساختن و نواختن آهنگ با ساکسوفون، نقاشی و نویسندگی را دنبال می‌کرد.
شان و منزلت پادشاهی تایلند از زمان انحلال سلطنت مطلقه پادشاهی در سال ۱۹۳۲ کاهش یافته بود و این مسئله با کناره‌گیری عموی او از سلطنت در سال ۱۹۳۵ وضعیت بدتری پیدا کرد. پس از آن برادر بزرگش، آناندا ماهیدول که تنها ۹ سال داشت، به سلطنت رسید. در سال ۱۹۴۶ آناندا در جریان یک حادثه تیراندازی مرموز در کاخ بزرگ در بانکوک درگذشت و پس از آن بومیپول در ۱۸ سالگی به سلطنت رسید.
در سال‌های اولیه پادشاهی برای ادامه تحصیل به سوئیس بازگشت. در همین سال‌ها در دیداری که از پاریس داشت با سیرکیت، دختر سفیر تایلند در فرانسه آشنا شد و در ۲۸ آوریل ۱۹۵۰ با او ازدواج کرد.

## پادشاهی و سیاست
در هفت سال اول دوران پادشاهی بومیپول آدولیادی، تایلند تحت حکومت دیکتاتوری نظامی اداره می‌شد و پادشاه تنها مقامی تشریفاتی برعهده داشت.
در سپتامبر سال ۱۹۵۷ ژنرال ساریت دناراجاتا قدرت را بدست گرفت و در دوره حکومت او، بومیپول آدولیادی دست به احیای پادشاهی زد.
در سال ۱۹۷۳ در زمانی که معترضان طرفدار دموکراسی از سوی نیروهای امنیتی مورد حمله قرار گرفتند، آدولیادی به معترضان اجازه داد تا در محوطه کاخ پادشاهی چادر بزنند. این اقدام به سقوط دولت و نخست‌وزیر وقت منجر شد. اما سه سال بعد در ۱۹۷۶ مانع از برخورد با دانشجویان چپگرا به دلیل نگرانی از رشد افکار کمونیستی پس از جنگ ویتنام نشد.
در سال ۱۹۸۱، پادشاه در مقابل گروهی از افسران ارتش که قصد انجام کودتایی علیه نخست‌وزیر را داشتند مقاومت کرد که در نتیجه آن، ارتشیان پایتخت را اشغال کردند. اما واحدهای ارتش وفادار به پادشاه توانستند بانکوک را از آن‌ها پس بگیرند.
او بار دیگر در سال ۱۹۹۲ در زمانی که معترضان خواستار روی کار آمدن ژنرال سوچیندا کراپرایون به عنوان نخست‌وزیر بودند وارد عرصه سیاسی شد. در پی این اعتراضات ده‌ها معترض هدف گلوله نیروهای نظامی قرار گرفتند.
او در سال ۲۰۰۶ از نفوذ زیاد سیاسی خود استفاده کرد و باعث ابطال نتیجه انتخاباتی شد که به پیروزی تاکسین شیناواترا به عنوان نخست‌وزیر می‌انجامید.
در سال ۲۰۰۹ تاکسین شیناواترا سرانجام در جریان کودتایی خونین از قدرت برکنار شد و کودتاگران نظامی در آن وعده وفاداری به پادشاه را دادند.
در مه سال ۲۰۱۴ ژنرال پرایوت چان-اوچا در جریان کودتایی قدرت را به دست گرفت و چند ماه بعد پارلمان او را به نخست‌وزیری انتخاب کرد. منتقدان بر این باور بودند که اولویت اساسی او از بین بردن حزب تاکسین شیناواترا و تضمین انتقال آرام سلطنت است.

## جایگاه اجتماعی
از مهارت‌های او به عنوان یک سیاستمدار و همچنین توانایی‌اش در جذب عامه مردم تایلند بسیار گفته شده و مرگ او سلطنت پادشاهی را قوی‌تر از قبل می‌کند. پادشاه تایلند از موقعیت و محبوبیت ویژه‌ای در میان اکثر مردم آن کشور برخوردار بود. با این وجود قوانینی در تایلند وجود دارند که براساس آن هرگونه منتقد سلطنت مجازات می‌شود. این قوانین همچنین محدودیت‌هایی بر رسانه‌های داخلی و خارجی در مورد ارائه گزارش‌هایی از پادشاه ایجاد می‌کند.

## ثروت
او با ۳۵ میلیارد دلار ثروت (برآورد مجله فوربز در سال ۲۰۰۹) در جایگاه نخست ثروتمندترین رئیس کشور در جهان قرار داشت.
وی صاحب بیش از ۳۳۲۰ هکتار از املاک و مستغلات در مرکز بانکوک و ۱۳٬۲۰۰ هکتار از کل زمین‌های تایلند بود.

## مرگ
وی، پس از ۷۰ سال و ۱۲۶ روز حکومت و پس از چند سال بیماری، صبح پنجشنبه ۲۲ مهر ۱۳۹۵ (۱۳ اکتبر ۲۰۱۶) در سن ۸۸ سالگی در بیمارستان سیریراج در بانکوک در گذشت.

## نگارخانه

بومیپول آدولیاده
مراسم تاجگذاری در کاخ بزرگمراسم تاجگذاری در کاخ بزرگ
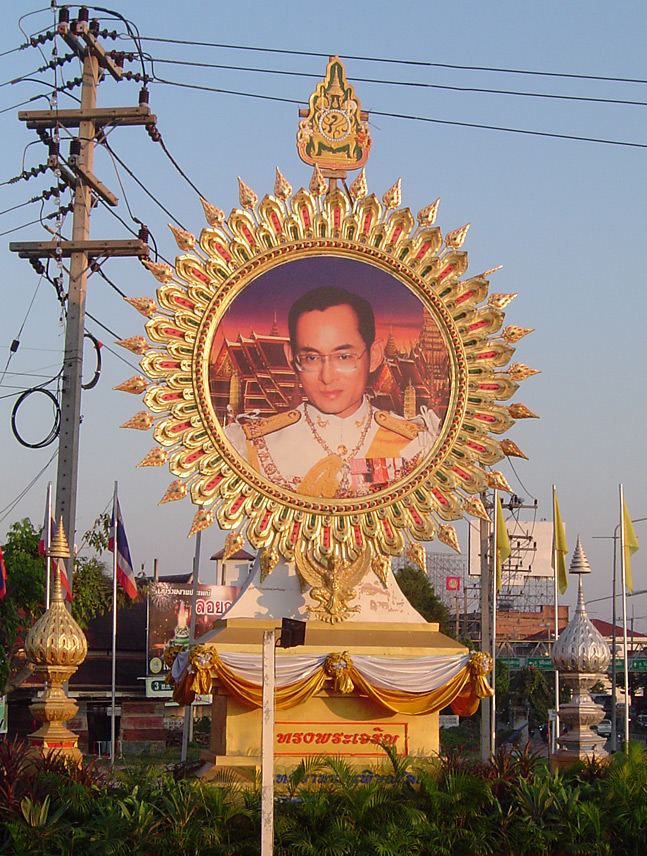
سالروز تولد پادشاه
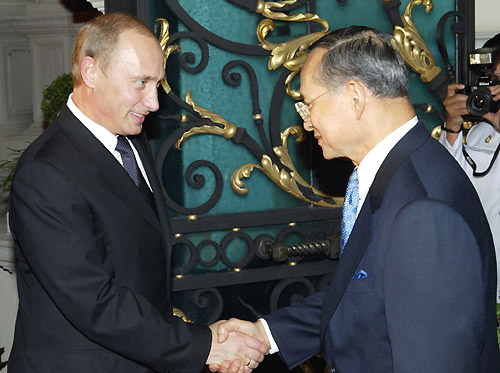
دیدار با ولادیمیر پوتین، بانکوک، ۲۲ اکتبر ۲۰۰۳
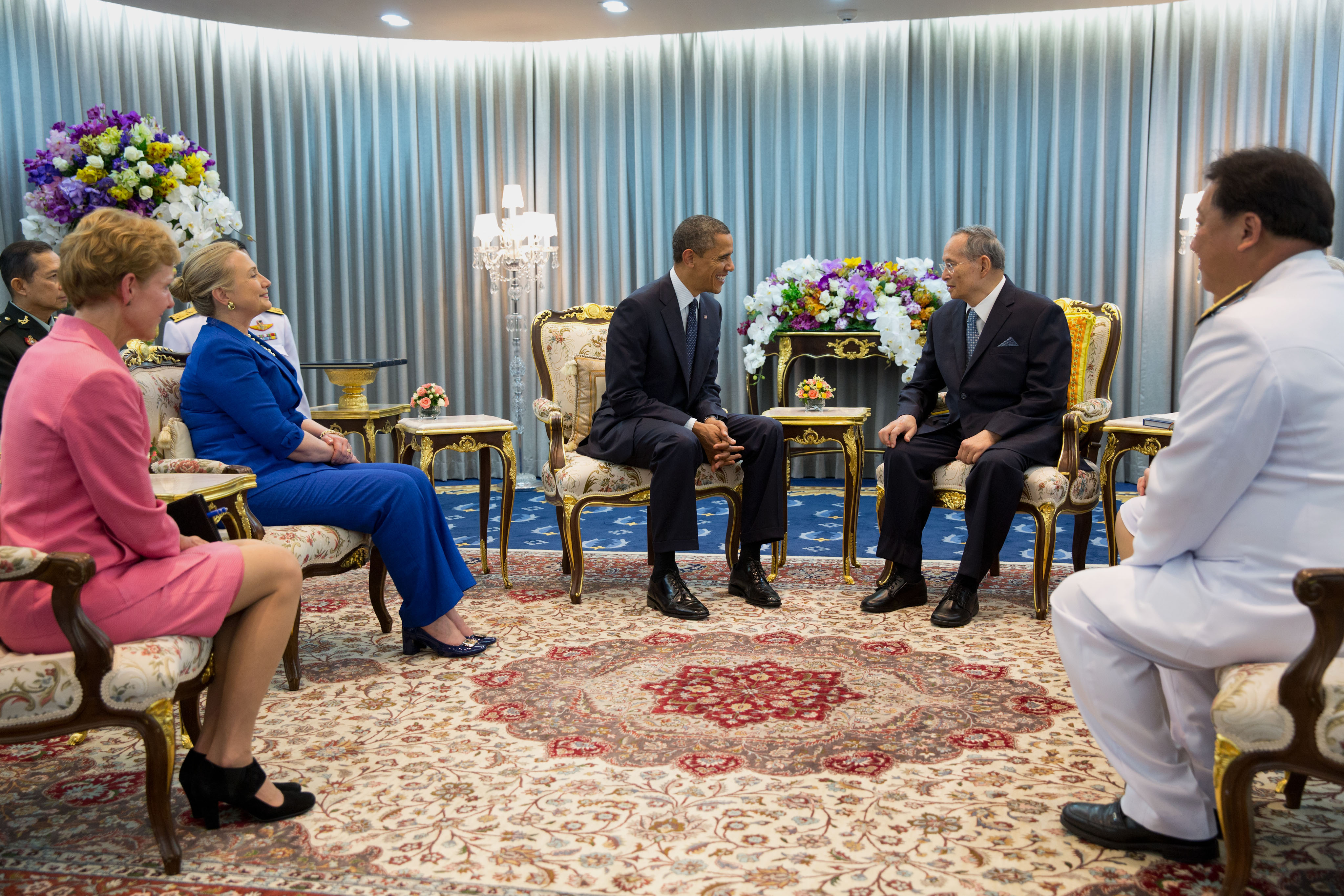
دیدار با باراک اوباما، بانکوک، ۱۸ نوامبر ۲۰۱۲